# Тодиско, Сальваторе
Сальваторе Тодиско (итал. Salvatore Todisco; 30 августа 1961, Неаполь — 25 ноября 1990, Тоди) — итальянский боксёр, представитель первой наилегчайшей весовой категории. Выступал за сборную Италии по боксу на всём протяжении 1980-х годов, серебряный призёр летних Олимпийских игр в Лос-Анджелесе, обладатель серебряной медали чемпионата Европы, дважды бронзовый призёр Средиземноморских игр, чемпион итальянского национального первенства, победитель и призёр многих турниров международного значения.

## Биография
Сальваторе Тодиско родился 30 августа 1961 года в Неаполе, Италия.
Впервые заявил о себе в 1982 году, когда стал чемпионом Италии в первой наилегчайшей весовой категории и затем выиграл бронзовую медаль на международном турнире «Таммер» в Финляндии.
В 1983 году завоевал серебряную медаль на чемпионате Европы в Варне, уступив в финале болгарину Ивайло Маринову, получил бронзу на Средиземноморских играх в Касабланке, выступил на домашнем Кубке мира в Риме.
Благодаря череде удачных выступлений удостоился права защищать честь страны на летних Олимпийских играх 1984 года в Лос-Анджелесе — в категории до 48 кг прошёл первых троих соперников по турнирной сетке, в решающем финальном поединке должен был встретиться с американцем Полом Гонсалемом, но из-за травмы руки не смог выйти на этот бой и таким образом получил серебряную олимпийскую медаль.
После Олимпиады Тодиско остался в основном составе итальянской национальной сборной и продолжил принимать участие в крупнейших международных турнирах. Так, в 1985 году он боксировал на европейском первенстве в Будапеште, где на стадии четвертьфиналов первой наилегчайшей весовой категории был остановлен немцем Рене Брайтбартом.
В 1987 году побывал на Средиземноморских играх в Латакии, откуда привёз награду бронзового достоинства — в полуфинале первого наилегчайшего веса проиграл югославу Драгану Живадиновичу.
Последний раз показал сколько-нибудь значимые результаты на международной арене в сезоне 1988 года, когда стал серебряным призёром домашнего турнира «Трофео Италия» в Венеции — был побеждён в финале соотечественником Андреа Маннаи.
Завершив спортивную карьеру, занимался тренерской деятельностью. Был помощником главного тренера национальной сборной Италии Франко Фальчинелли.
Погиб 25 ноября 1990 года в результате дорожно-транспортного происшествия — ехал на своей машине Alfa Romeo 33 по дороге из Неаполя в Рим и недалеко от коммуны Тоди разбился, не справившись с управлением.